# Вулиця Професора Павловського (Київ)
Ву́лиця Профе́сора Павло́вського — вулиця у Солом'янському районі міста Києва, місцевість Шулявка. Пролягає від Борщагівської до Політехнічної вулиці.

## Історія
Провулок виник на початку XX століття. Спочатку (на мапах) це був глухий кут (рос. тупик) від Борщагівської вулиці, пізніше провулок з'єднав вулиці Борщагівську та тодішню Польову (нині ця частина вул. Польової має назву Політехнічна). Провулок мав назву Бондаренківський, проте паралельно використовували назви Бондарський провулок', Бондаренків, Бондаревський. 
За повістю Наталії Трощенко «История одной старухи», опубликованій у журналі «Нева» в 1991 році, провулок був названий за прізвищем її прадіда — Григорія Бондаренка, який наприкінці XIX століття придбав земельну ділянку в київському передмісті Шулявщина (Шулявка) (в оповіданні, помилково — село Шулява). Ця версія офіційно підтверджена в проекті постанови президії Київської міської ради 1937 року, в якому пропоновулося надати провулку Бондаренків у Жовтневому районі назву Сквирський провулок, оскільки стара назва «походить від прізвища колишнього куркуля-землевласника та домовласника Бондаренка».
У 1949 році Бондаренківський провулок перейменований на Польовий, проте фактично нова назва не використовувалася. У 1952 року перейменували на вулицю Боткіна на честь російського лікаря-терапевта Сергія Боткіна, який відкрив «хворобу Боткіна (гепатит)».
Колишня забудова вулиці складалася з одноповерхових приватних будівель сім'ї Бондаренків, які було знесено у 1986–1987 роках. 
У червні 2022 року експертна група рекомендувала Київській міській раді перейменувати вулицю Боткіна та назвати на честь українського хірурга, академіка ВУАН Миколи Волковича (1858–1928). У вересні 2024 року таку назву отримала колишня вулиця Івана Тургенєва у Дарницькому районі міста.
Сучасна назва на честь українського професора, народного депутата України, державного діяча та економіста Михайла Павловського за рішенням Київської міської ради — з 19 вересня 2024 року.